# Merceditas

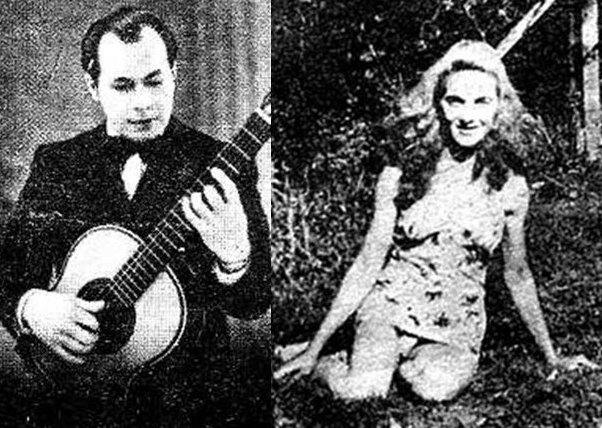
Ramón Sixto Ríos (à esquerda) e Mercedes Strickler, conhecida como Merceditas, destacaram-se na música folclórica argentina. Ríos é reconhecido como autor da renomada canção folclórica "Merceditas", no estilo chamamé.

Merceditas (ou Mercedita) é uma conhecida canção do folclore argentino, em ritmo de chamamé, composta e gravada com êxito por Ramón Sixto Ríos, na década de 1940. Alcançou sucesso nacional e internacional com as gravações de Ramona Galarza em 1967 e do grupo Los Chalchaleros em 1973. Trata-se de uma canção de amor não correspondido, considerada, junto a "Zamba de mi esperanza", como a mais famosa música folclórica da Argentina e uma das treze mais populares desse país.

## História
Em 1939, o músico Ramon Sixto Rios, nascido na antiga cidade da Federación, foi um jovem de 27 anos que chegou na cidade de Humboldt para atuar em um grupo de teatro na Sarmiento Club.
Lá ele conheceu Mercedes Strickler Khalov (1916–2001), ⁣ a quem todos chamavam Merceditas, uma bela e Camponesa, loira de olhos azuis, três anos mais jovem, que vive em um laticínio de leite localizado na zona rural em torno da cidade de Humboldt, na província de Santa Fe. Merceditas, filha de imigrantes alemães, havia perdido seu pai quando ela era uma garotinha e, desde então ele teve que assumir a pousada com a mãe e a irmã.
Esse primeiro encontro teve lugar no Sarmiento Club de Humboldt. Ela usava um vestido branco e usava os cabelos longos e encaracolados e ele tinha um terno trespassado e estava penteando o gel de cabelo.
Merceditas atraiu a atenção não só pela sua beleza mas também pelo seu espírito independente, incomum em mulheres da época. Eu costumava ser na cidade sozinho em uma motocicleta, com calças de tecido leopardo, botas e jaqueta de couro, montou um cavalo como um homem e ir sozinho Córdoba aluguer. Era comum era o centro das fofocas e boatos dos moradores.
Merceditas e Ramon começou uma relação formal, que permaneceu dois anos, alimentada pelas cartas que eles trocaram, pois ele viveu em Buenos Aires, mais de 500 quilômetros de distância. Enquanto o relacionamento durou, Ramon foi para Humboldt para visitar ocasionalmente. Naqueles anos, são os versos de "Pastora de flores", onde Rios escreve:
Em 1941, Rios decidiu propor o casamento, e ele viajou para Humboldt com anéis. Mas, inesperadamente, Merceditas rejeitou sua proposta:
Em outra ocasião, também diria ao respeito:
Eles se separaram passado no terminal de ônibus da Esperança. Apesar da pausa, Ramon e Merceditas continuou a escrever vários anos, até que parou de responder, em 1945. Ele insistiu, no entanto, mais alguns anos, passando as cartas que lhe causava dor que o amor não correspondido:
Até que ele também parou de escrever. A última carta diz:
De que a dor veio "Merceditas" a música. Ramón Ríos compôs a canção na década de 1940, gravou e tornou-se um hit de rádio. Mercedes Strickler se recorda o momento em que ele ouviu no rádio:
Argentina vivia um momento de renascimento da música folclorica na Argentina, que se tornou cada vez mais popular no contexto de grandes mudanças sócio-econômicas, caracterizadas por um amplo processo de industrialização no centro de Buenos Aires, que provocou uma onda de migração interna de 1930, as áreas rurais e urbanas e as províncias (interior) para a Capital.
Ramón Ríos continuou a sua vida e se casou com outra mulher, que enviuvara apenas dois anos depois. Em 1980, uma revista de Buenos Aires, publicou uma nota, que incluiu uma entrevista com Merceditas. Rios escreveu uma carta pedindo-lhe para ir para Buenos Aires, reunião que se materializou logo depois. Ele voltou a propor casamento, mas ela se recusou novamente. Mantiveram-se em contato estreito até a morte de Rios, 25 de dezembro de 1994, quando ele tinha 81 anos. Seu último ato foi legar os direitos da canção. Ela viveu até os 84 anos e morreu sem deixar filhos em 8 de julho de 2001. Até o último momento vivido com a sensação de que Deus havia punido por seu comportamento.
Q: Deus te puniu?
A música tem sido considerada, junto com "Zamba de mi esperanza", o mais popular na história da música folclórica da Argentina e uma das treze mais ampla da música popular daquele país.

## Letra
| Em espanhol | Tradução em português (1) | Tradução em português (2) |
| --- | --- | --- |
| ¡Qué dulce encanto tiene en mi recuerdo, Merceditas, aromada florecita, amor mío de una vez! La conocí en el campo, allí muy lejos, una tarde, donde crecen los trigales, província de Santa Fe. Así nació nuestro querer, con ilusión, con mucha fe. Pero no sé por qué la flor se marchitó y muriendo fue. Y amándola con loco amor, así llegué a comprender, lo que es sufrir, lo que es querer; porque le dí mi corazón. Como una queja errante en la campiña va flotando el eco vago de mi canto, recordando aquel amor. Pero, a pesar del tiempo transcurrido, es Merceditas la leyenda que palpita, en mi nostalgica canción. Así nació nuestro querer, con ilusión, con mucha fe. Pero no sé por qué la flor se marchitó y muriendo fue. Y amándola con loco amor, así llegué a comprender, lo que es sufrir, lo que es querer; porque le dí mi corazón. | Que doce encanto traz a minha lembrança, Mercedita, minha flor a mais bonita Que uma vez tanto amei A conheci no campo há muito tempo, Numa tarde onde crescem os trigais Província de Santa Fé; E assim nasceu nosso querer Com ilusão, com muita fé Mas eu não sei por que a flor Foi murchando até morrer E amando-lhe com louco amor Assim cheguei a compreender O que é querer o que é sofrer Por ter lhe dado o coração Como uma queixa errante nas campinas vai sobrando um eco vago do meu canto, Vai lembrando aquele amor Mas apesar do tempo já passado, és Mercedita a lembrança que palpita Na minha triste canção E assim nasceu nosso querer Com ilusão, com muita fé Mas eu não sei por que a flor Foi murchando até morrer E amando-lhe com louco amor Assim cheguei a compreender O que é querer o que é sofrer Por ter lhe dado o coração | Recordo com saudades teus encantos, mercedita perfumada flor bonita me lembro de uma vez a conheci no campo muito longe, numa tarde hoje só ficou saudade desse amor que se desfez assim nasceu o nosso querer com ilusão, com muita fé mas eu não sei, porque essa flor deixou-me dor e solidão Ela se foi, com outro amor e assim me fez, compreender o que é querer, o que é sofrer porque te dei meu coração o tempo foi passando as campinas verdejando a saudade só ficando dentro o meu coração Mas apesar do tempo, já passado Mercedita esta lembrança palpita na minha triste canção assim nasceu o nosso querer com ilusão, com muita fé mas eu não sei, porque essa flor deixou-me dor e solidão Ela se foi, com outro amor e assim me fez, compreender o que é querer, o que é sofrer porque te dei meu coração |

## Versões
A primeira versão de "Merceditas" foi tocada e gravada provavelmente pelo seu autor pela gravadora Odeon, em 1940 e tocado pelas rádios com grande sucesso.
- 1952: a canção foi gravada pelo Trio Cocomarola (Tránsito Cocomarola, Emilio Chamorro e Samuel Claus), com a dupla cantando Godoy Fernandes, pela gravadora Odeon.[7]
- 1956: o Cuarteto Santa Ana, liderada por Ernesto Montiel, gravou a canção simples em um, com o cantor Julio Luján.
- 1958: Horacio Guarany incluiu a canção no seu segundo álbum, Canta Horacio Guarany, no lado da banda 3 B.[8]
- 1967: Ramona Galarza incluiu a canção em seu álbum Noches correntinas, na A04 pista. É desde então se tornou uma das principais canções do repertório da Noiva do Paraná.[9]
- 1968: (Belmonte) neste ano o cantor Belmonte da dupla Belmonte e Amarai fez a versão que se tornou imortal no Brasil, gravada no disco Te Amarei Tôda Vida e Boa Noite, Amor.[10]
- 1968: Los Trovadores executou uma versão da canção a partir dos arranjos vocais complexos que caracterizam o grupo, em seu álbum Los Trovadores, composto por Francisco Romero, José Carlos Pino, Anzorena Héctor, Damian Sanchez e José Francisco Figueroa.[11]
- 1970: Ariel Ramirez lançou uma interpretação da música no piano e percussão, como a primeira canção do litoral de seu álbum.[12]
- 1971: O acordeonista Raul Barboza acrescentou ao seu repertório "Merceditas" incluído no álbum Soy Raul Barboza.[13] Barboza desde então tem feito várias versões do tema no álbum, incluindo o que aplicado sobre o álbum The Chalets Todos Chalés (2000), eo álbum Dois bancos (2008) com o Quinteto de Alter.[12]
- 1973: Los Chalchaleros interpretou ao vivo no Luna Park em Buenos Aires em 14 de agosto de 1973 e depois incluiu no álbum duplo La historia de Los Chalchaleros, como o primeiro item no segundo disco.[14] Essa versão se tornou um sucesso internacional e, desde então, integrou o repertório básico do conjunto.
- 1974: o folclorista mexicano Oscar Chávez mexicano gravou "Merceditas" na Argentina, para o quarto volume da série de álbuns "Latinoamérica Canta", dedicando o álbum de resgatar canções populares argentinas.
- 1976: Sandro gravou uma versão em sua faixa do álbum Sandro, melódica 4.
- 1984: O Dúo Salteño incluiu uma versão da canção, acompanhada pelo gaiteiro Raúl Barboza, no álbum como Como quien entrega el alma (1984).[15]
- 1985: O trio Vitale-Baraj-González (Lito Vitale, Lucho González e Bernardo Barajas) colocou o seu primeiro álbum, El Trío,[16] uma versão revolucionária de "Merceditas", que se tornou um emblema do grupo e foi realizada no ano seguinte o Festival de Cosquín, onde ganhou o Prêmio Dedicação.[17]
- 1986: O cantor e compositor Clóvis Martinez grava "Merceditas" em seu álbum "Tempo Novo" e se torna o primeiro artista no Brasil a gravar a música sendo cantada com sua letra original em espanhol.
- 1989: O acordeonista argentino, Chango Spasiuk, incluía "Mercedita" no seu primeiro álbum, Chango Spasiuk, acompanhado por seu pai Lucas Spasiuk, no violino e Jorge Suligoy no violão.[18]
- 1993: Rudi e Nini Flores gravam na França o álbum Argentine, Chamamé Musique du Paraná, incluindo "Merceditas" como faixa 09.[19] A canção tem ocupado um lugar central no repertório da dupla, que também foram incluídas no Sob o céu distante do álbum (2003).[20]
- 1994: Teresa Parodi incluiu na faixa 9 do álbum Con el alma en vilo.[21]
- 2003: O guitarrista chamamecero Mateo Villalba incluiu a música tocada apenas com guitarras em seu álbum Mbaracá dentro da coleção Guitarras del Mundo, dirigido por Gustavo Margulies para a gravadora EPSA.[21]
- 2005: Faixa 5 do álbum Meu Reino Encantado III do cantor Daniel.
- 2011: A Orquestra Jovem da Fundação Barbosa Rodrigues grava o 1o DVD orquestral do estado de MS (Mato Grosso do Sul)  e traz ao vivo uma versão da música.[22]

"Merceditas" têm tido muito sucesso no Brasil, tendo sido traduzida em Português sob o título de Mercedita, e às vezes com algumas variações na letra. Entre as versões mais difundidas destaca a Gal Costa, respeitando a letra original, que se refere à localização geográfica da história ("onde crescem os trigais / província de Santa Fé"), e a versão do Grupo Querência como na música original, regravada em espanhol. Outras versões substituem as linhas como "Hoje só ficou saudade / desse amor que se desfez". Entre os músicos brasileiros que cantam e tocam "Mercedita" são, Renato Borghetti, Dino Rocha, Belmonte & Amaraí, Quinteto Haendel, Tetê Espindola, Alzira Espindola,Luiz Carlos Borges, Os Serranos, Clóvis Martinez, Eduardo Martinelli, entre outros.
2017: Maria Alice [http://mariaalice.art.br/]incluiu "Merceditas" no seu álbum "Sertões" gravado em 2017 e lançado com o show no Teatro Prosa em Campo Grande, Mato Grosso do Sul no dia 28 de setembro de 2017, teatro onde retornou no último dia 20 de outubro de 2018 para um novo show com "Merceditas" no repertório. A produção do álbum e do show é da Marruá Arte e Cultura [http://www.marruaarteecultura.com.br/]